# Beker van Congo-Brazzaville
De Beker van Congo-Brazzaville (Coupe du Congo de Foot-ball) is het nationale Congolese voetbalbekertoernooi dat sinds 1974 door de Fédération Congolaise de Football wordt georganiseerd. Zoals de meeste bekercompetities wordt middels het knock-outsysteem gespeeld.

## Finales
| Jaar | Winnaar                                              | Uitslag                                              | Finalist                                             |
| ---- | ---------------------------------------------------- | ---------------------------------------------------- | ---------------------------------------------------- |
| 1974 | Vita Club Mokanda (Pointe-Noire)                     |                                                      |                                                      |
| 1975 | onbekend                                             |                                                      |                                                      |
| 1976 | onbekend                                             |                                                      |                                                      |
| 1977 | Vita Club Mokanda                                    |                                                      |                                                      |
| 1978 | Inter Club (Brazzaville)                             |                                                      |                                                      |
| 1979 | onbekend                                             |                                                      |                                                      |
| 1980 | onbekend                                             |                                                      |                                                      |
| 1981 | CARA Brazzaville                                     |                                                      |                                                      |
| 1982 | AS Cheminots (Pointe-Noire)                          | won van                                              | Diables Noirs                                        |
| 1983 | Étoile du Congo (Brazzaville)                        | won van                                              | SEACO                                                |
| 1984 | AS Cheminots                                         | won van                                              | Ucosport                                             |
| 1985 | Inter Club                                           |                                                      |                                                      |
| 1986 | CARA Brazzaville                                     |                                                      |                                                      |
| 1987 | Inter Club                                           |                                                      |                                                      |
| 1988 | Patronage Sainte Anne (Brazzaville)                  |                                                      |                                                      |
| 1989 | Diables Noirs (Brazzaville)                          |                                                      |                                                      |
| 1990 | Diables Noirs                                        |                                                      |                                                      |
| 1991 | Elecsport (Bouansa)                                  | 0-0 ns (3-2)                                         | Diables Noirs                                        |
| 1992 | CARA Brazzaville                                     | won van                                              | Diables Noirs                                        |
| 1993 | CARA Brazzaville                                     | 1-0                                                  | Étoile du Congo                                      |
| 1994 | EPB (Pointe-Noire)                                   | won van                                              | Inter Club                                           |
| 1995 | Étoile du Congo                                      | 1-0 nv                                               | Inter Club                                           |
| 1996 | Vita Club Mokanda                                    | won van                                              | Étoile du Congo                                      |
| 1997 | niet gehouden                                        |                                                      |                                                      |
| 1998 | niet gehouden                                        |                                                      |                                                      |
| 1999 | niet gehouden                                        |                                                      |                                                      |
| 2000 | Étoile du Congo                                      | 5-1                                                  | Vita Club Mokanda                                    |
| 2001 | AS Police (Brazzaville)                              | 1-0                                                  | Étoile du Congo                                      |
| 2002 | Étoile du Congo                                      | 2-1                                                  | FC Abeilles (Pointe-Noire)                           |
| 2003 | Diables Noirs                                        | 0-0 ns (3-2)                                         | Vita Club Mokanda                                    |
| 2004 | Muni Sport (Pointe-Noire)                            | 0-0 ns (3-0)                                         | Vita Club Mokanda                                    |
| 2005 | Diables Noirs                                        | 1-1 ns (4-2)                                         | Patronage Sainte Anne                                |
| 2006 | Étoile du Congo                                      | 2-1                                                  | JS Talangaï                                          |
| 2007 | JS Talangaï (Brazzaville)                            | 2-1                                                  | CARA Brazzaville                                     |
| 2008 | Club 57 (Brazzaville)                                | 2-1                                                  | AS Kondzo                                            |
| 2009 | AC Léopards (Dolisie)                                | 3-0                                                  | CARA Brazzaville                                     |
| 2010 | finale (AC Léopards - Étoile du Congo) niet gespeeld | finale (AC Léopards - Étoile du Congo) niet gespeeld | finale (AC Léopards - Étoile du Congo) niet gespeeld |
| 2011 | AC Léopards                                          | 1-0                                                  | Diables Noirs                                        |
| 2012 | Diables Noirs                                        | 1-0                                                  | AC Léopards                                          |
| 2013 | AC Léopards                                          | 1-0                                                  | Diables Noirs                                        |

Algerije ·
Angola ·
Benin ·
Botswana ·
Burkina Faso ·
Burundi ·
Centraal-Afrikaanse Republiek ·
Comoren ·
Congo-Brazzaville ·
Congo-Kinshasa ·
Djibouti ·
Egypte ·
Equatoriaal-Guinea ·
Ethiopië ·
Gabon ·
Gambia ·
Ghana ·
Guinee ·
Guinee-Bissau ·
Ivoorkust ·
Kameroen ·
Kenia ·
Lesotho ·
Liberia ·
Libië ·
Madagaskar ·
Mali ·
Marokko ·
Mauritanië ·
Mauritius ·
Mozambique ·
Namibië ·
Niger ·
Nigeria ·
Oeganda ·
Réunion ·
Rwanda ·
Sao Tomé en Principe ·
Senegal ·
Seychellen ·
Sierra Leone ·
Soedan ·
Somalië ·
Swaziland ·
Tanzania ·
Togo ·
Tsjaad ·
Tunesië ·
Zambia ·
Zimbabwe ·
Zuid-Afrika